# Famille Zenobio
 (juillet 2024).
La famille Zenobio est une famille patricienne de Venise, originaire de Vérone. Elle est une riche famille de marchands d'origine grecque, agrégée à la noblesse de Venise en 1647.

## Armes
Le blason de la famille Zenobi est en quatre quartiers : au premier et au quatrième à l'aigle couronnée et dans la seconde et troisième au lion rampant couronné. Sur le tout, un titre de champion fendu, dans le premier avec un moine sortant du partage avec chapelet en main et, dans la seconde, trois fanfares obliques.

## Demeures
- Palais Ca' Zenobio degli Armeni

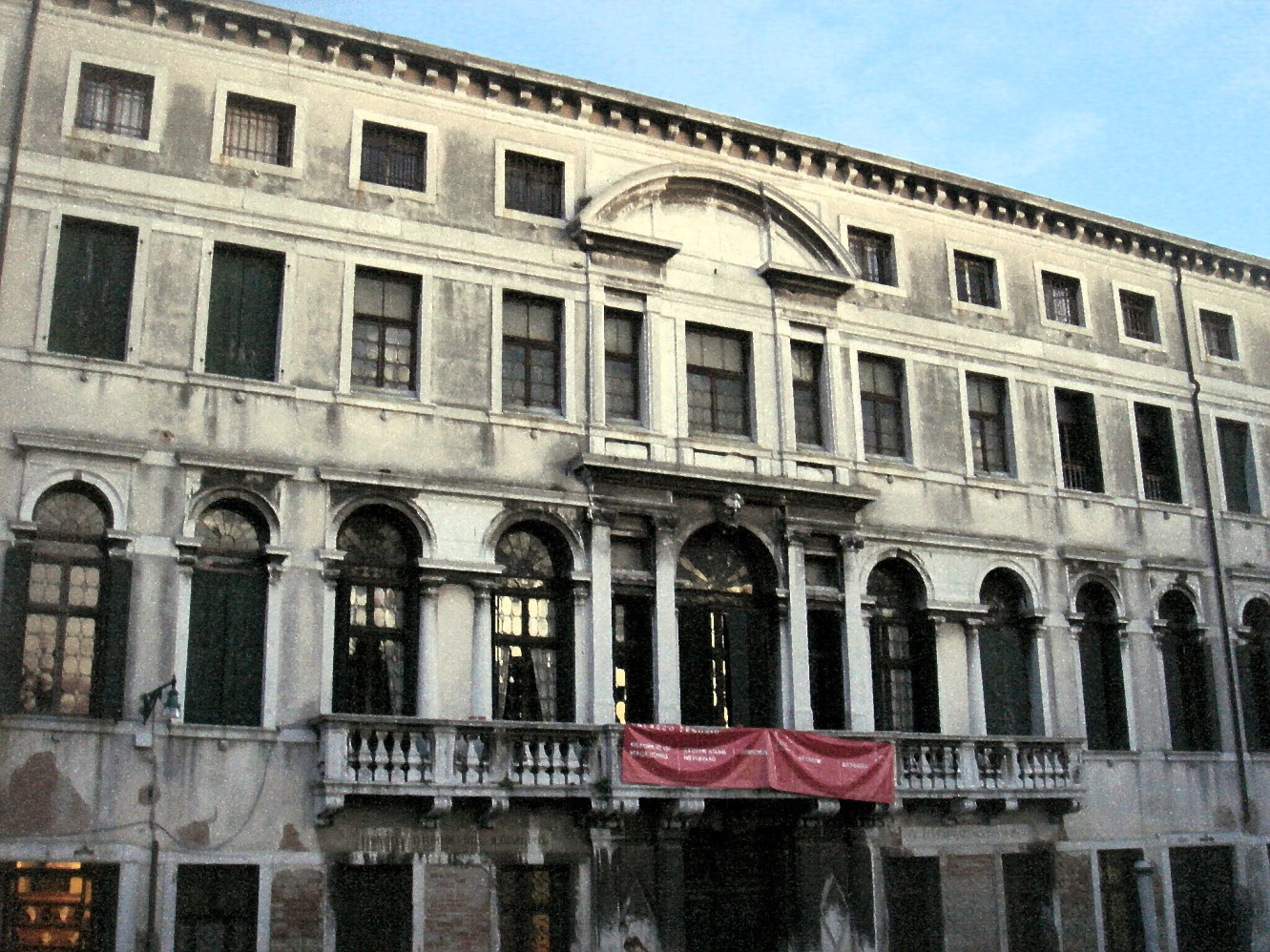
Palais Zenobio à Venise

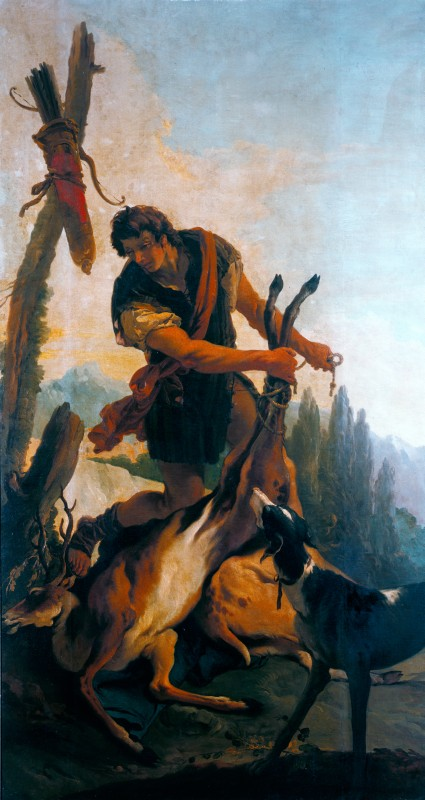
Giambattista Tiepolo
Fondazione Cariplo, Milan

Alvise Zenobio vers 1717, commanda pour son palais à Giovanni Battista Tiepolo un cycle de plusieurs toiles consacrées à la reine Zénobie, dont La Reine Zénobie s'adressant à ses soldats à la National Gallery of Art de Washington, Chasseur à cheval et Chasseur avec cerf à la Fondazione Cariplo de Milan.
Le palais conserve une œuvre de Luca Carlevarijs Un Port, réalisé vers 1690.